# Culex inornata
Culex inornata är en tvåvingeart som först beskrevs av Theobald 1905.  Culex inornata ingår i släktet Culex och familjen stickmyggor.
Artens utbredningsområde är Guyana. Inga underarter finns listade i Catalogue of Life.